# بی‌بی‌شیروان
بی‌بی‌شیروان، یک روستا از توابع بخش مرکزی شهرستان گنبد کاووس در استان گلستان ایران است.روستایی پرجمعیت و یکی از روستاهای بزرگ این شهرستان میباشد.

## ورزش
این روستا جزو والیبال خیزترین روستاهای گنبد میباشد و زادگاه بازیکن های بزرگ والیبال نظیر اقایان عظیم جزیده، منصور جزیده، نصیر جزیده، ابراهیم چابکیان و عبدالله محمدآلق میباشد.
همچنین زادگاه خانواده گوگ‌نژاد ها است که به صورت اصیل و نسل اندر نسل در حیطه مربیگیری مسابقات اسبدوانی و چابکسواری در این مسابقات فعال میباشند و مستندی هم به اسم آتلان در این روستا ساخته شد که به زندگی این خانواده میپردازد.

## تاریخ
این روستا یکی از مناطقی است ک دوره ساسانیان و اشکانیان زندگی جاری بوده و در ضلع شمال شرقی خود تپه ای دارد که در میراث فرهنگی ثبت شده است.ر

## جمعیت
این روستا در دهستان باغلی ماراما قرار داشته و براساس سرشماری سال ۱۳۹۵جمعیت آن ۴٬۱۹۹نفر بوده‌است.و روستا کاملا ترکمن نشین میباشد.